# Юань Чжень
Юань Чжень (* 779 — † 2 вересня 831) — китайський політичний діяч та поет часів династії Тан.

## Життєпис
Походив з аристократичної родини. Був нащадком імператорів з династії Північна Вей. Народився у м. Лоян у родині дрібного чиновника Юань Куана та пані Чен. У 786 році залишився без батька, під опікою матері. Спочатку отримував освіту вдома, згодом у місцевій школі. У 793 році склав іспит на знання класичних текстів, а у 802 році отримав посаду копіювальника у місцевому архіві.
У 806 році склав імператорський іспит у Чан'ані, за результатами яких отримав звання юй-ши та посаду молодшого радника законодавчого бюро. На цій посаді проявив неабияку енергію та завзяття, закликаючи імператора Сянь-цзуна вжити заходів для оборони країни від північних племен. Тут Юань Чжень вступив у конфлікт з впливовими сановниками Ван Шувенєм та Ван Пі. Зрештою його відправили на посаду очільника округу навколо м. Лоян. Згодом він подав у відставку у зв'язку зі смертю матері. У 808 році повертається на державну службу — до імператорського цензорату. У 809 році він викрив зловживання впливового префекта Ян Лі. Проте друзі останнього домоглися звільнення Юань Чженя й відправки того очільником провінційного цензорату у м. Лоян. На цій посаді він продовжував боротися з корупцією та хабарництвом.
Вороги Юань Чженя знову домоглися переведення того до міста Цянлін (сучасне Цзинчжоу в провінції Хубей). Тут він багато часу приділяв творчості, складанню віршів. У 818 році стає генеральним секретарем префектури Го. У 819 році імператор Сянь-цзун викликав Юань Чженя до столиці. Тут його призначили до міністерства обрядів.
У 820 році за нового імператора Му-цзуна Юань Чжень повертається до законодавчого департаменту, займається розробкою імператорських наказів. Незабаром після цього отримує посаду головного вченого імперії. У 821–823 роках точилася боротьба Юань Чженя та сановника та військовика Пея Ду за вплив на імператора. Втім зрештою Юаня відправлено очільником префектури Тон з центром у сучасному місті Шаосін, провінція Чжецзян.
У 829–830 роках за імператора Вень-цзуна займав низку важливих посад в уряді імперії. У 831 році Юань Чженя було призначено військовим губернатором округу Учан й головою префектури Е. Тут він й раптово помер 2 вересня цього ж року.

## Творчість
Був одним з найвідоміших поетів свого часу. Головним чином знаним серед вищих сановників та знаті. У нього є 100 томів віршів, що поділяють на 4 елегії й поему «Літній палац». Підтримував гарні стосунки з іншими відомими поетами, зокрема Ду Фу та Сюе Тао, коханцем якої він був.
Також Юань Чжень склав 300-томну збірку стародавніх й сучасних йому правових актів.
Окрім складання віршів, був майстром прози. Найбільш відомим є твір «Історія Ін Ина».